# Lasioptera monticola
Lasioptera monticola är en tvåvingeart som beskrevs av Jean-Jacques Kieffer och Herbst 1909. Lasioptera monticola ingår i släktet Lasioptera och familjen gallmyggor. Inga underarter finns listade i Catalogue of Life.